# セダン核実験
座標: 北緯37度10分37秒 西経116度2分46秒 / 北緯37.17694度 西経116.04611度

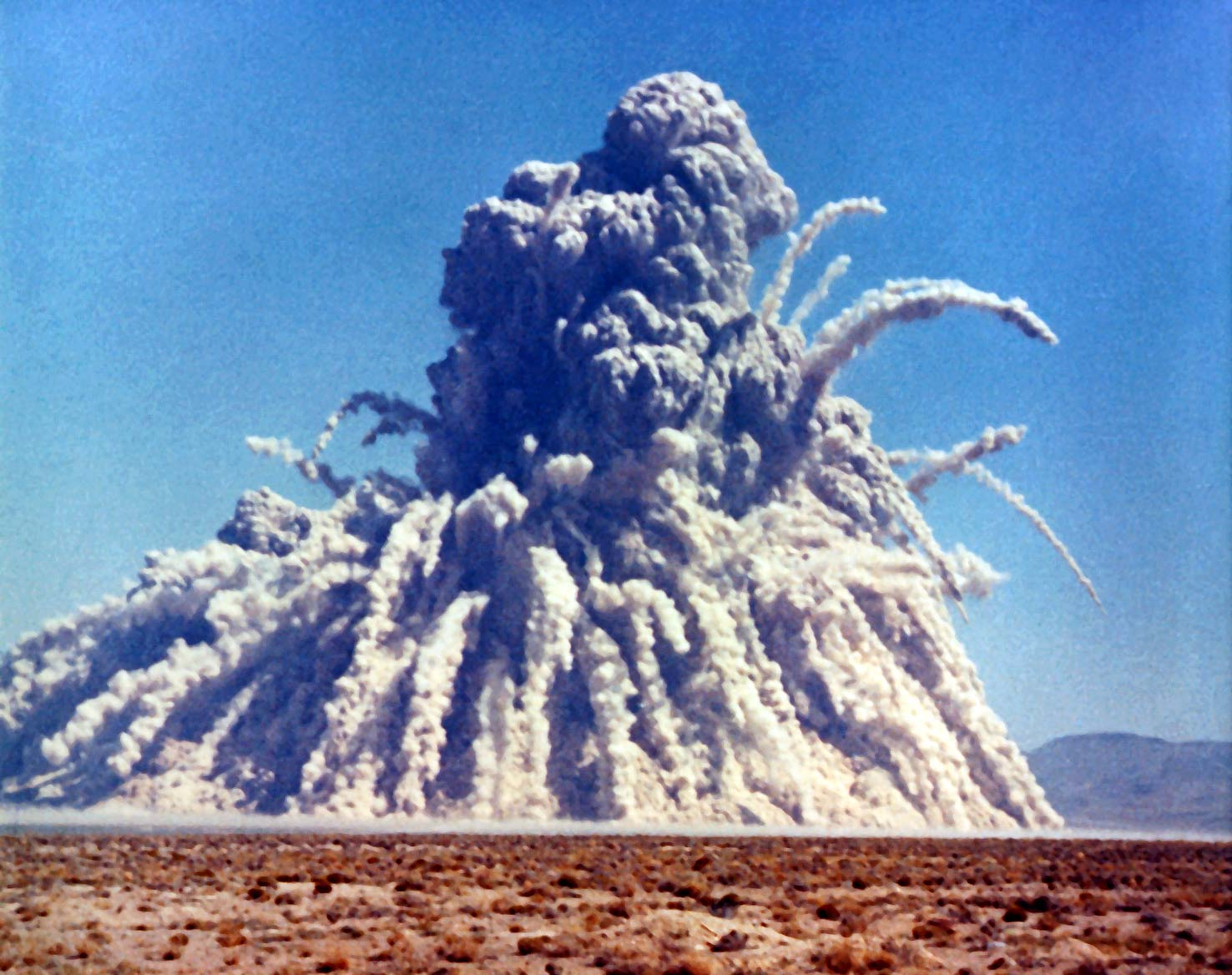
セダン核実験で発生した爆煙

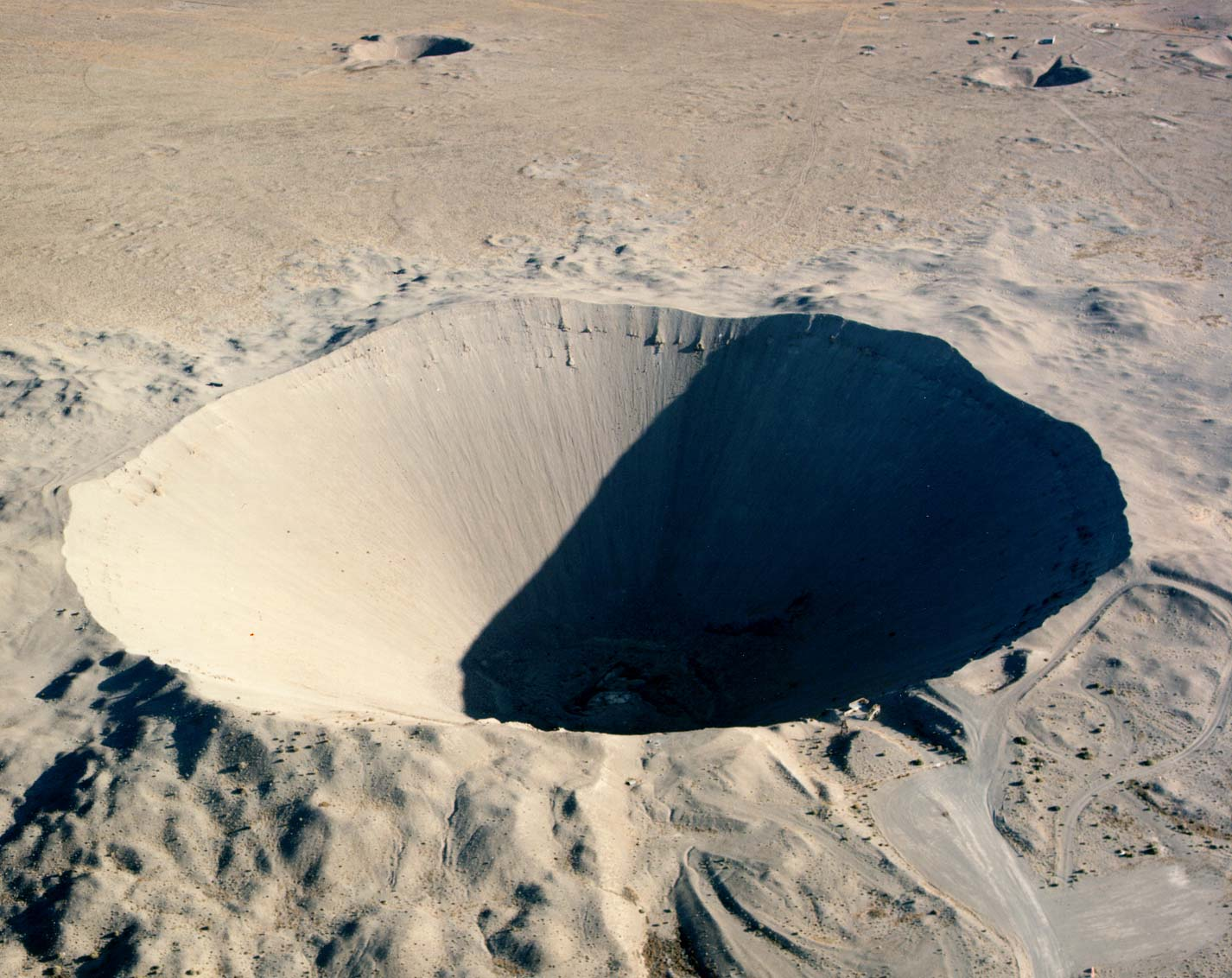
実験で出来上がったクレーター

セダン核実験（セダンかくじっけん、Sedan nuclear test）は、プラウシェア作戦の一環として1962年7月6日にネバダ核実験場の第10エリアであるユッカ平原で行われた浅深度地下核実験であり、その目的は核爆発による採鉱、掘削、及びその他の民間用途への利用可能性を調査することであった。しかし、本実験により発生した放射性降下物は、米国本土で行われた核実験の中で最も激しいものとなり、実験後に出来たセダンクレーターは米国内で最も大きな人工クレーターともなった。現在この場所はアメリカ合衆国国家歴史登録財に登録されている。

## 実験の結果
セダンは2段階熱核爆弾であり、その核出力の70 %が核融合、30 %が核分裂反応によるものであった。
セダン核実験はストラックス作戦と同じ年度に行われたが、機能的にはプラウシェア作戦の一つであり、実験の計画と実施はローレンスリバモア国立研究所とアメリカ国防総省により行われた。
セダンは砂漠に掘削された縦坑により194メートルの深さに埋められた。核爆発の核出力はおよそ104キロトンであり、爆発によって地面は90メートル近くにまで持ち上がった後、爆発の3秒後にはそこにクレーターが出来上がった。この爆発により11,00万トンの土砂が吹き飛ばされた。出来上がったクレーターは、直径390メートル、深さ100メートルにもなった。爆心地から4キロメートルの円形の範囲内は、水平に広がった爆煙により覆われた（この現象は火砕サージに似ている）。爆発はマグニチュード4.75の地震に相当し、爆心地の放射能は1時間あたり500レントゲンにもなった。

## 放射性降下物

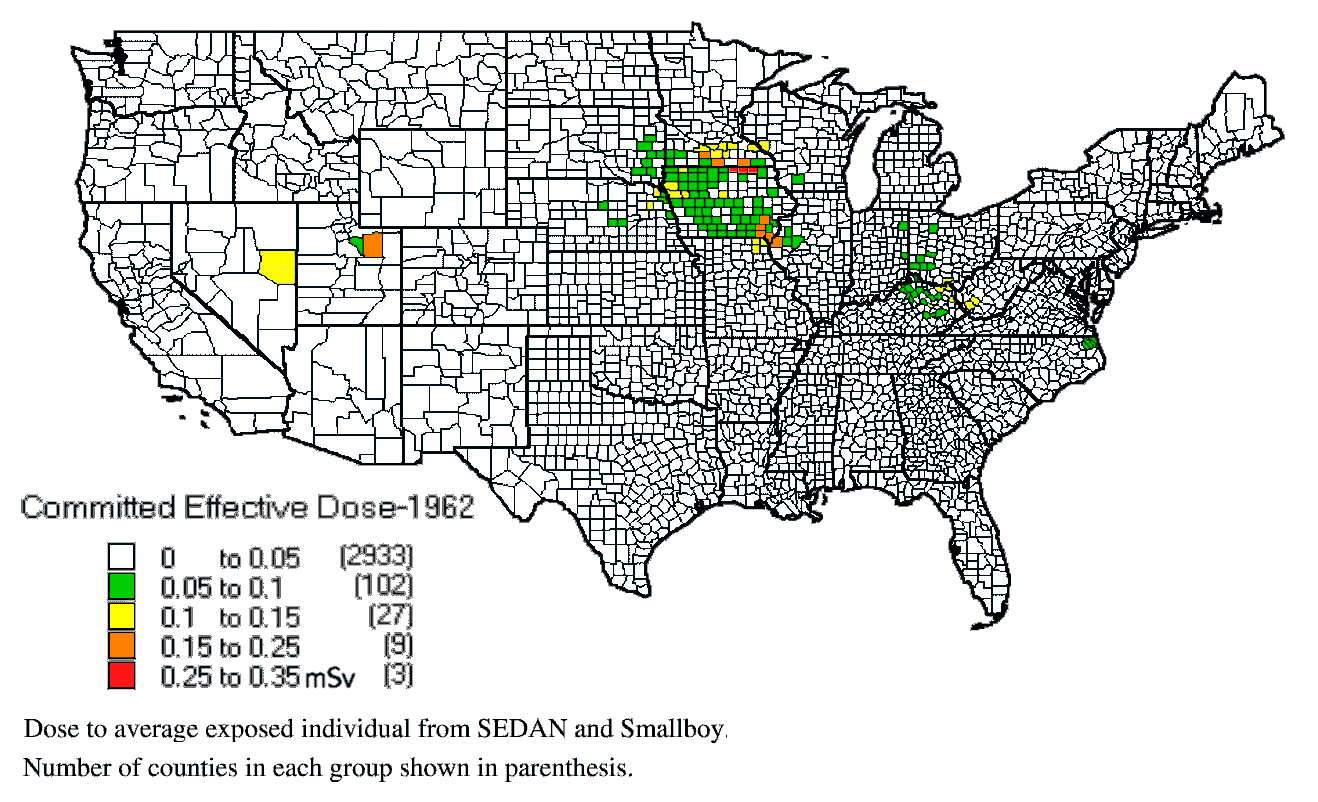
セダン及びスモールボーイ核実験後に測定された放射性降下物の濃度（実験の8日後）

米国に最も多くの放射性降下物を発生させた10の核実験

セダン核実験は、結果として2つの放射能を含んだ雲の固まりを作り出した（1つは3,000メートル、もう1つは4,900メートルの高さまで吹き上がった）。この2つの雲の固まりは、最初は北東から次第に東の方向に流れ大西洋に向かった。この雲が流れる途中で、米国のいくつかの州の狭い範囲に大量の放射性降下物が降った。特にアイオワ州内の8つの郡、ネブラスカ州とサウスダコタ州、およびイリノイ州の各々1つの郡においても強い放射能が検出された。アイオワ州のハワード、ミッチェル、ワースの各郡、サウスダコタ州のワッシュバーグ郡（現在はジャクソン郡に統合されている）は特にひどい放射能に汚染された。これら4つの郡では、最高で1 平方メートルあたり6,000マイクロキューリーの放射能が検出された。
米国内で実施された核実験の中でも、セダンは高い放射能を引き起こしたものにランクされる。この実験では、880,000キューリーの放射性のヨウ素131（甲状腺障害を引き起こす）が空気中に拡散した。またこの実験は、金198、金199、ベリリウム7、モリブデン99、ネオジム147、鉛203、タングステン181、タングステン185、タングステン188のそれぞれの拡散量において1位であり、コバルト57、コバルト60、マンガン54の量で2位、ナトリウム24の量で3位である 。
セダンで発生した放射性降下物は、ネバダ核実験場で行われたすべての核実験において全米国民に降下した放射能の7%以上に達し、1,300万人以上が被曝した。この被曝者数は、米国内で実施された核実験の中でも最多である。セダンの影響は、1952年6月1日に実施されたタンブラー・スナッパー作戦のジョージ核実験に似ており、こちらも全放射性降下物の7%に達したが、当時は1962年より人口が少なかったために被曝者数は1,100万人であった。この2つの核実験で被曝した人口は正確には公表されず、アメリカ保健社会福祉省、アメリカ疾病予防管理センター、アメリカ国立癌研究所はジョージ核実験が最多でありセダン核実験が2番目と公表していた。

## 結論
プラウシェア作戦では、セダン核実験によって核爆発による迅速・経済的で大規模な土砂掘削の可能性を証明した。核爆発の利用対象としては、港湾・運河の建設、露天掘り鉱山での採鉱、山岳地帯での鉄道・道路用地の開口、ダム建設が提案された。しかし核爆発によって発生する放射性降下物が広い範囲に拡散することも判明した。結局、一般人の健康への影響と議会の反対により、この提案は破棄された。米国ではこの様な核爆発による掘削は行われていないが、ソ連は核爆発の商用利用を続けていた。

## 2005年の誤解
2005年3月2日、エレン・タウシャー下院議員（カリフォルニア州選出、民主党。のちオバマ政権で軍備管理・国際安全保障担当国務次官）は、セダンのような核実験で生じた大量の放射性降下物の封じ込めに関して、議会で演説した。しかし公式記録には、セダン(Sedan)という言葉が誤って国名のスーダン(Sudan)と記録されてしまった。この記録から数日のあいだに、国際社会はこの内容に気がついた。スーダンは “政府としてこの件を深刻かつ重要な内容として受け止める” と発表した。また中国の新華社は、“スーダン政府は米国により自国民の発がん率が上げられたことを非難する”という記事を配信した。
在ハルツームのアメリカ大使館はこれが間違った情報であると声明を発表したものの、スーダンのムスタファ・オスマン・イスマイル前外務大臣がアメリカの代理大使を召喚して説明を求める事態にまで発展し、最終的には代理大使より間違いであることを確認したとイスマイル自身が発表した。